# Xanthoparmelia endochromatica
Xanthoparmelia endochromatica är en lavart som beskrevs av Hale. Xanthoparmelia endochromatica ingår i släktet Xanthoparmelia och familjen Parmeliaceae.   Inga underarter finns listade i Catalogue of Life.